# Biserica „Nașterea Maicii Domnului” din Murfatlar
Biserica „Nașterea Maicii Domnului” din Murfatlar este un monument istoric aflat pe teritoriul orașului Murfatlar, operă a arhitectului D. Bănescu.